# اتصال ساحلی ولتاژ فشار قوی

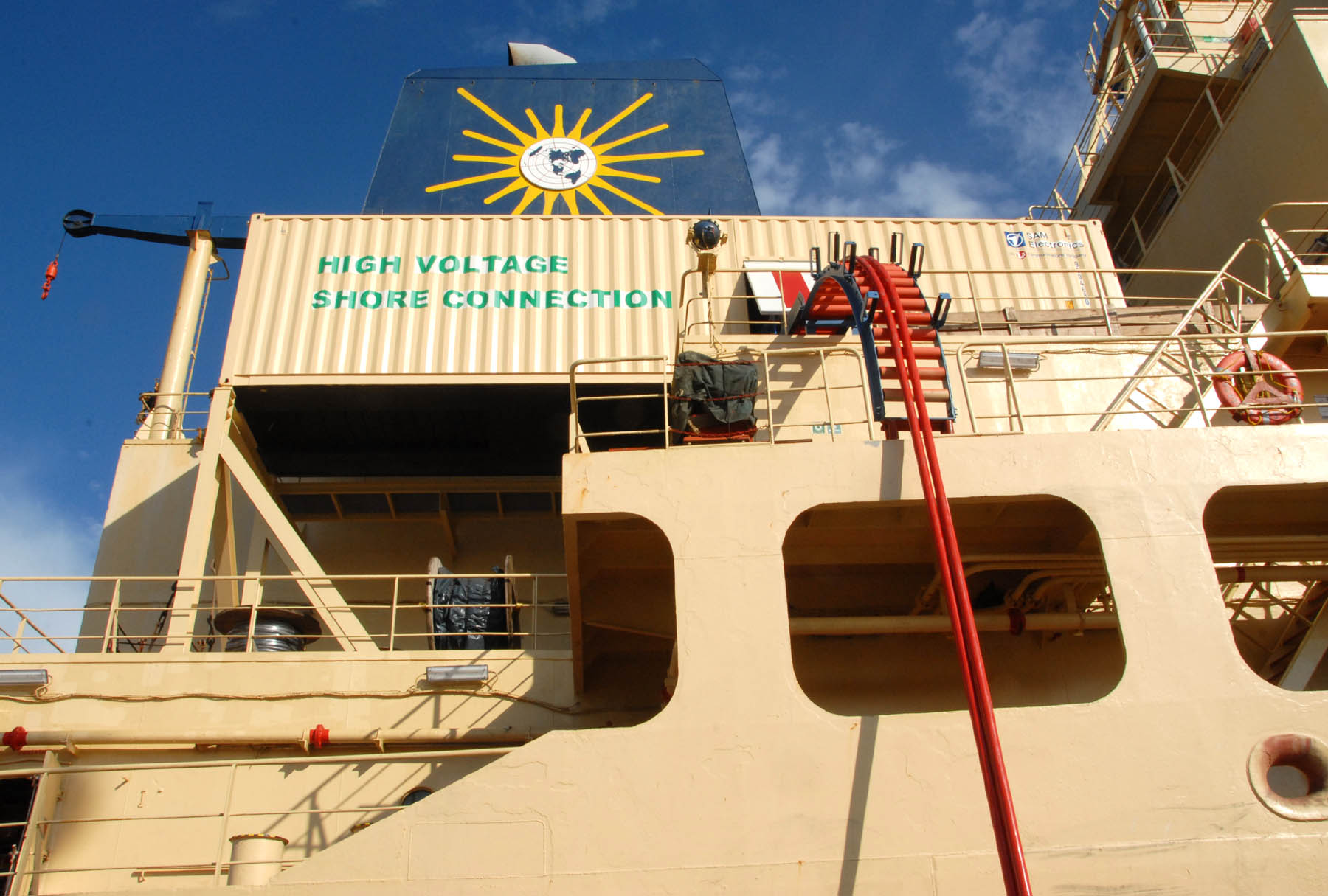
اتصال ساحلی فشار قوی

اتصال ساحلی فشار قوی (انگلیسی: High-voltage shore connection) اتصالی است که کشتی‌ها را به شبکه اصلی وصل می‌کند و نیاز به روشن ماند موتور کشی برای تولید برق از میان می‌رود، موتور کشتی خواموش و انتشار کربن کم می‌شود.
این کشتی می‌تواند از انرژی الکتریکی برای مصرف انرژی خود استفاده کند. از این سیستم بیشتر در کشتی‌های گردشی تفریحی استفاده می‌شود که برای مدت زمان طولانی‌تری پهلو می‌گیرند و از این رو باعث صرفه جویی در مصرف انرژی می‌شوند.